# Azura
Azura é uma personagem do Livro dos Jubileus considerada como a esposa e irmã de Sete, o qual, segundo a Bíblia, foi o terceiro filho de Adão, nascido depois da morte de Abel, através do qual descendeu o patriarca Noé.
Azura, filha de Adão e Eva, nasceu na sexta semana do quarto jubileu, casou-se com seu irmão Sete na quinta semana do quinto jubileu, e no quarto ano da sexta semana deu à luz Enos.
Enos se casou, na terceira semana do sétimo jubileu, com Noam, sua irmã.
No entanto, o livro bíblico de Gênesis não menciona quem teria sido a esposa de Sete e nem de Caim.